# Посёлок Элеватор (Тверь)
Посёлок Элеватор — микрорайон Твери. Расположен в юго-восточной части города на территории Московского района.
Расположен между Московским шоссе и линией Октябрьской железной дороги. К западу — промзона Лазурная.
Посёлок возник в связи со строительством в 1930-е годы элеватора на территории, примыкающей к деревне Малые Перемерки на Московском шоссе. Перед войной построены первые жилые дома для рабочих элеватора.
Во время Великой Отечественной войны немецкими войсками элеватор и большая часть посёлка были разрушены. В декабре 1941 года посёлок был освобождён воинами 256-й стрелковой дивизии. Здесь, у Московского шоссе, сооружен памятник боевой славы. Поблизости, на въезде в посёлок, находится братское захоронение, где похоронены 132 воина, павших в боях за освобождение города Калинина.
Главная улица посёлка — Центральная. В посёлке есть школа, клуб, детский садик, магазины, библиотека. Транспортное сообщение с городом хорошее, ходят автобусы №1, №41, №45, №10, №106, №233. В пешей доступности протекает Волга.